# Susana y los viejos (Gentileschi, Brno)
Susana y los viejos (en italiano, Susanna e i vecchioni) es un cuadro al óleo sobre lienzo de 205 cm de alto y 168 cm de ancho realizado en 1649 por la pintora italiana Artemisia Gentileschi. Se conserva en la Galería Morava de Brno, República Checa.

## La obra
El lienzo ofrece un precioso testimonio del último período de la larga carrera artística de Artemisia Gentileschi, la de su definitivo establecimiento en Nápoles después del paréntesis londinense. 
Es inevitable comparar el cuadro con otro Susana y los viejos, conservado en la colección Schönborn en Pommersfelden, que había representado el exordio artístico de Artemisia, ocurrido poco menos de cuarenta años antes.
Junto a algunas analogías (la postura sentada de la heroína bíblica, su completa desnudez celada a duras penas por un paño blanco, la torsión del busto, el brazo tenso rechazando la indecente proposición de los dos intrusos, el gesto del más anciano que le exige silencio), se nota la evidente diversidad de composición y de estilo.
La escena es aquí más amplia, no ocupada solo por tres figuras, sino abierta sobre un jardín florido que se deja intuir entre las elegantes columnitas de la balaustrada y sobre un lejano paisaje de colinas. Una vasija de peltre, puesta a los pies de Susana, permite a la pintora exhibir, en la ejecución de las asas con grutescos y de los apoyos con garras de leones, su habilidad en la descripción de los detalles.
El cuadro es entonces, bajo muchos perfiles, más cuidado y más en consonancia con el gusto estético que se va afirmando hacia la mitad del siglo XVII. Se observa una atenuación del estilo caravagesco y una menor vivacidad en la paleta hacen la escena menos dramática. Incluso el gesto de rechazo de Susana, con los ojos manierísticamente vueltos al cielo, hacen asumir a la tela un lenguaje que parece más débil y retórico.